# Єрощук Олександр Пилипович
Олександр Пилипович Єрощук (1894 — †?) — підполковник Армії УНР.

## Біографія

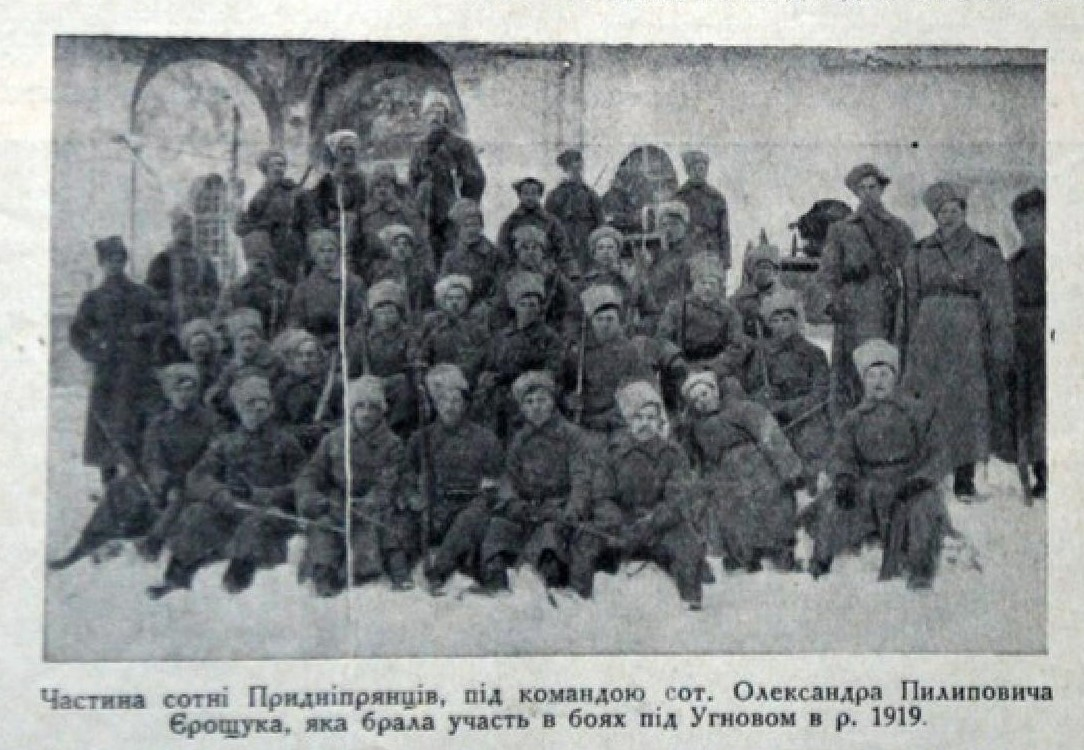
Сотня наддніпрянців Армії УНР, яка разом з УГА брала участь в боях з поляками біля Угнева у 1919 році, під командою сотника Олександра Єрощука

Народився у Грубешеві. На військову службу вступив у 1915 р. Останнє звання у російській армії — штабс-капітан.
В українській армії з 1917 р. У 1920 р. — сотник, командир Могилів-Подільської прикордонної бригади УНР.
Станом на 1 лютого 1922 р. — приділений до штабу Окремої бригади прикордонної охорони УНР.
Подальша доля невідома.